# Vịnh Carpentaria

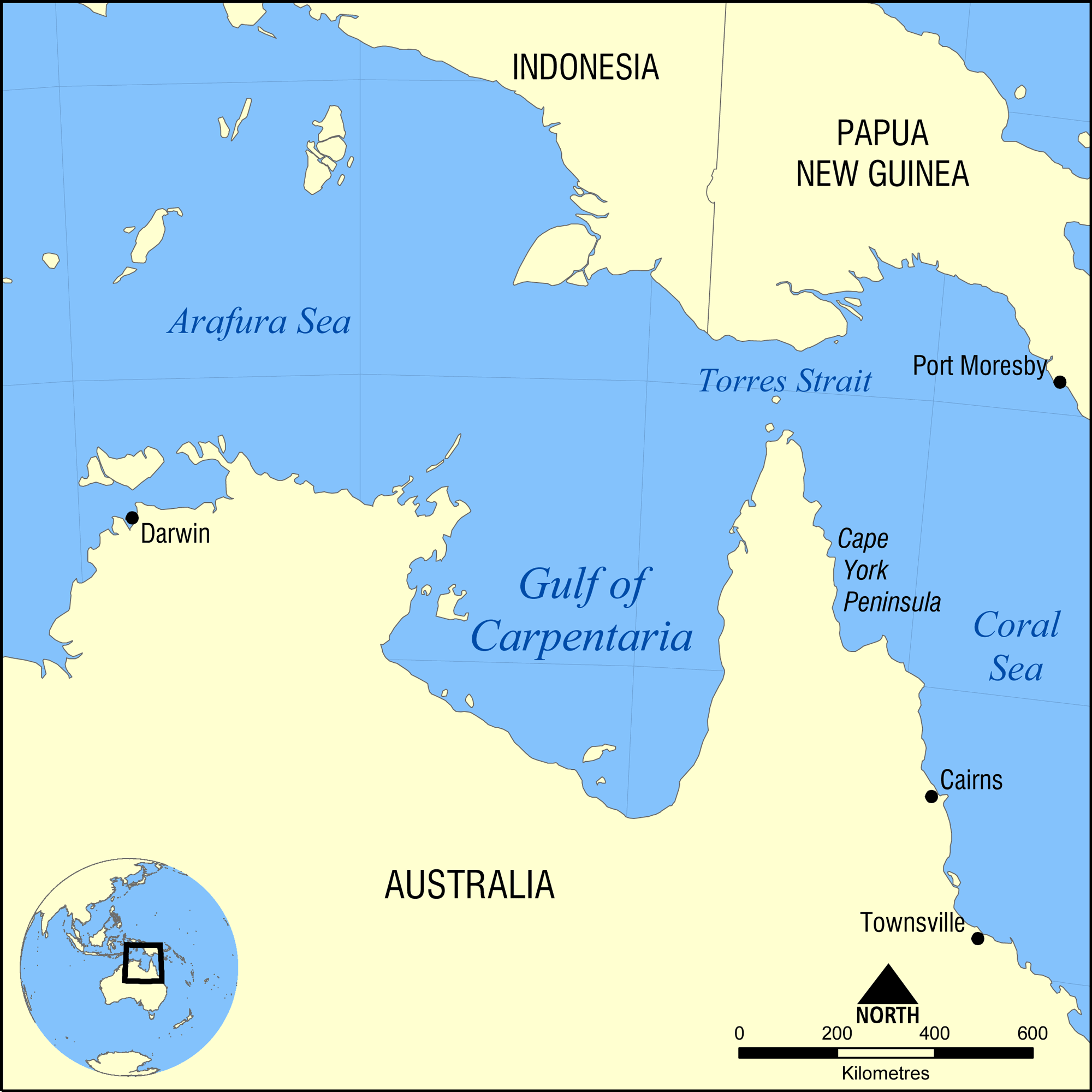
Vị trí vịnh Carpentaria.

Vịnh Carpentaria () là một vùng biển lớn và nông bị bao vây ba mặt bởi phần phía bắc Úc và giáp với biển Arafura về phía bắc. Ở phần miệng biển, nó có chiều rộng 590 km và xuống đến phía nam thì có thể lên đến 675 km. Chiều dài bắc-nam là hơn 700 km. Biển này bao phủ bề mặt nước khoảng 300,000 km². Chiều sâu trung bình là từ 55 tới 66 meters (30 và 36 fm) và không vượt quá 82 meters (45 fm). Theo địa chất học, vịnh này vẫn còn trẻ, tới thời kỳ băng hà cuối cùng nó vẫn là một vùng đất khô cằn.